# Al Kharroub
Al Kharroub  (in arabo الخروب‎?) è un centro abitato e comune rurale del Marocco situato nella provincia di Tétouan, regione di Tangeri-Tetouan-Al Hoceima. Conta una popolazione di 2 510 abitanti (censimento 2014).